# Sparganothoides ocrisana
Sparganothoides ocrisana es una especie de lepidóptero del género Sparganothoides, tribu Sparganothini, familia Tortricidae. Fue descrita científicamente por Kruse & Powell en 2009.
La longitud de las alas anteriores es de 7,8 a 9,1 milímetros para los machos y de 8,7 a 10,4 milímetros para las hembras. Se distribuye por Costa Rica.